# Rohrvorfertigung

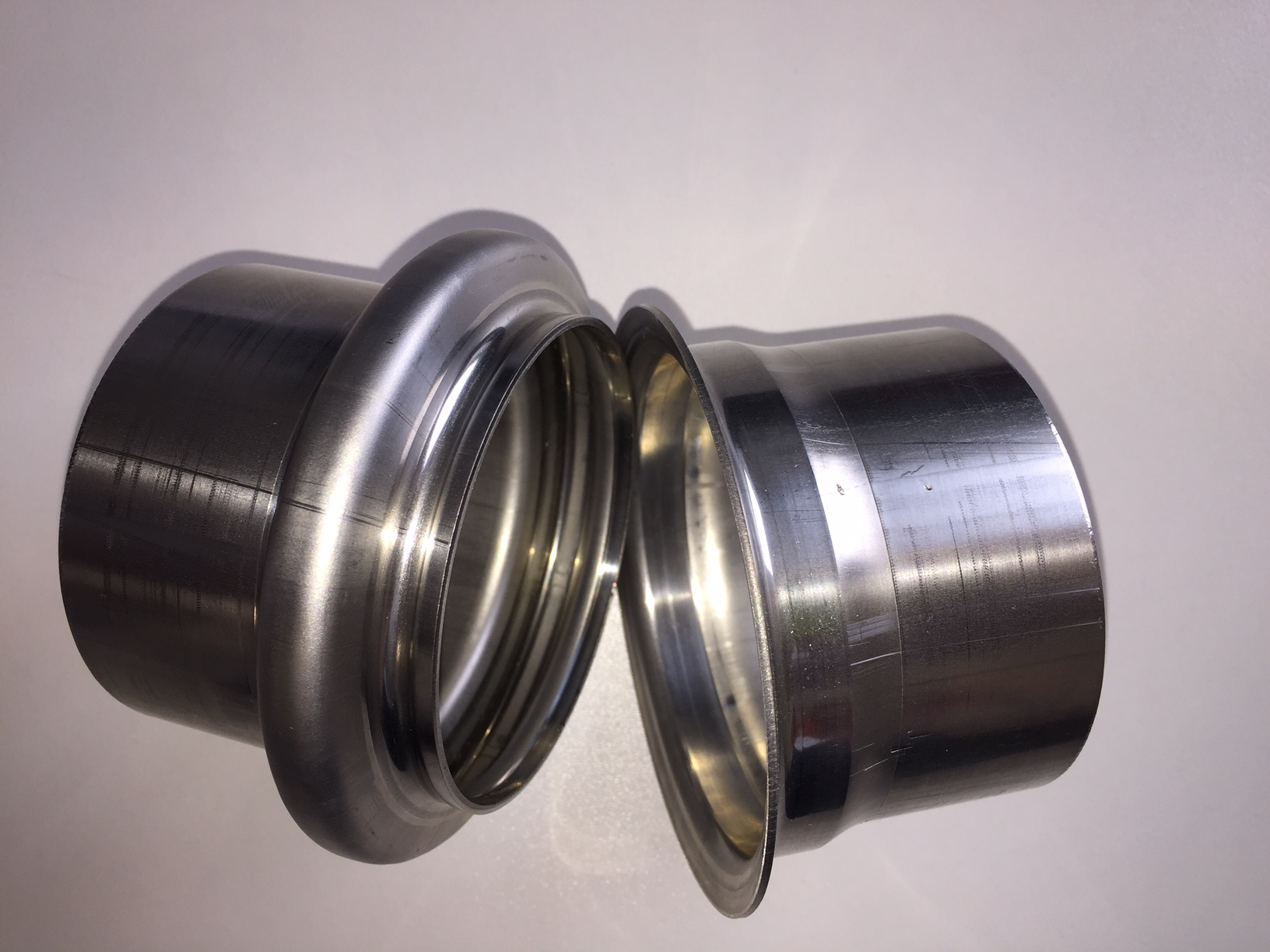
Rohrendenumformung mit Reduzierung in einem Arbeitsgang per orbitalem Drücken

Rohrvorfertigung (oder auch: Vorfertigung von Rohrleitungen) beschreibt Aufgaben der Vorfertigung (insbesondere das Schneiden, Schweißen und Biegen bzw. Umformen und Endenumformen), die an Rohren durchgeführt werden, um einbaufertige Werkstücke zu erstellen. Man spricht auch von einer in das Produktionswerk vorverlegten Montage, die nach Isometrien, Rohrleitungsplänen oder Modellen ausgeführt wird. Die einzelnen Fertigungsschritte sind heutzutage weitgehend automatisiert. Haupteinsatzgebiete der Rohrvorfertigung liegen im industriellen Rohrleitungs- und Anlagenbau, dem Maschinenbau, dem Schiffbau, der Luft- und Raumfahrt sowie in der Automobilbranche.

## Hintergrund
Besonders im industriellen Rohrleitungs- und Anlagenbau kommt der Vorfertigung von Rohren und Rohrleitungen in der Werkstatt eine große Bedeutung zu, da diese Art der vorverlegten Montage deutlich kostengünstiger ist als die Baustellenmontage. Um ein Rohr oder ganze Rohrstränge passgenau bzw. einbaufertig herstellen zu können, müssen zunächst sämtliche Isometrien der Rohre bekannt sein, welche aus Rohrleitungsplänen oder CAD-Daten, aus einer Zeichnung mit Bemaßungen oder durch Vermessung der Schnittstellen mit Hilfe spezieller Rohrmesstechnik gewonnen werden können. Die Isometrien dienen als Grundlage der Vorfertigungsarbeiten. Durch moderne, integrierende Softwaresysteme lassen sich viele Arbeitsschritte der Rohrvorfertigung automatisieren und verschiedene Fertigungsmaschinen direkt ansteuern.

## Schneiden/Trennen
Für Schneidearbeiten an Rohren werden je nach Material und Geometrie der Rohre unterschiedliche Verfahren eingesetzt. Zu den gebräuchlichsten zählen das Sägen, das Laserschneiden und das spanlose Trennen über ein rollierendes Messer.

## Schweißen
Auch für das Schweißen von Rohren bzw. Rohrleitungskomponenten steht eine Vielzahl von Schweißverfahren zur Auswahl. Im Rahmen der Rohrvorfertigung in der Werkstatt werden je nach Erfordernissen hauptsächlich das Wolfram-Inertgasschweißen (WIG) und das Metall-Schutzgasschweißen (MSG) mit inerten oder aktiven Gasen angewendet. Beide Verfahren sind aufgrund ihres hohen Automatisierungsgrades auch gut für Orbitalschweißungen einsetzbar.

## Rohrbiegen
Das Biegen der Rohre erfolgt, abhängig vom Material und Außendurchmesser der Rohre sowie von den Qualitätsanforderungen, häufig auf Induktiv- oder Kalt-Rohrbiegemaschinen. Besonders im Bereich des Kaltbiegens (Rohraußendurchmesser bis ca. 300 mm) und bei kleinen Biegeradien (bis etwa dem Dreifachen des Rohraußendurchmessers) hat sich das Rotationszugbiegen als sehr präzises Biegeverfahren etabliert.
Auf modernen CNC-Rohrbiegemaschinen, die nach dem Rotationszugbiegeverfahren arbeiten, lassen sich in sehr kurzer Zeit komplexe Rohrfiguren mit hoher Genauigkeit herstellen. Durch Integration der Rohrbiegetechnik mit Rohrmesstechnik und Rohrbiegesoftware können die Geometriedaten der zu fertigenden Rohre sehr schnell in Befehle für die Biegemaschine umgesetzt werden.

## Rohrendenumformung
Das Umformen von Rohrenden erfolgt z. B. zur Fertigung von Hydraulikarmaturen oder Fittings. Dafür werden das axiale Umformen und das orbitale Drücken (auch Drückwalzen oder rollierende Rohrendenumformung) eingesetzt. Die Verfahren sind in Abfolge kombinierbar.
Das axiale Umformen ermöglicht das Weiten, Sicken, Verjüngen und Kalibrieren von Rohrenden. Wandstärken können im Umformbereich aufgestaucht werden. Das orbitale Drücken wird für die Herstellung von Bördeln (IUL) und Mehrrillenkonturen eingesetzt.
2010 entwickelten das Institut für Umformtechnik und Leichtbau der Technischen Universität Dortmund und die Transfluid Maschinenbau GmbH das inkrementelle Rohrumformen. Diese Weiterentwicklung des orbitalen Drückens ermöglicht als gesteuerte Roll-Umformtechnik (inkrementell) über eine Sickenrollmaschine das Formen komplexer Geometrien mit kurzen Spannlängen am Rohrende, auch wenn das Rohr bereits gebogen ist. Das Rohr kann von innen nach außen, von außen nach innen sowie innen und außen gleichzeitig geformt werden.